# August Młodszy
August Młodszy (ur. 10 kwietnia 1579 w Dannenbergu, zm. 17 września 1666 w Wolfenbüttel) – książę brunszwicko-lüneburski na Wolfenbüttel. Syn Henryka, księcia brunszwicko-lüneburskiego na Dannenbergu i jego żony Urszuli. Studiował w Rostocku i Strasburgu. Mecenas sztuki, założyciel Bibliotheca Augusta w Wolfenbüttel.

## Życie prywatne
W 1607 roku poślubił Klarę, córkę księcia pomorskiego Bogusława XIII.
W 1623 roku poślubił askańską księżniczkę Dorotę. Z tego związku przyszło na świat pięcioro dzieci:
- Henryk
- Rudolf
- Sybilla
- Klara
- Antoni

W 1635 roku ożenił się z Elżbietą Zofią meklemburską. Mieli troje dzieci:
- Ferdynand Albrecht
- Maria
- Franciszek

Zmarł w 1666 roku. Po jego śmierci Księstwo Brunszwiku zostało podzielone.